# Laufgewichtswaage

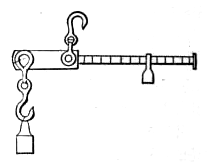
Technische Zeichnung einer einfachen Laufgewichtswaage

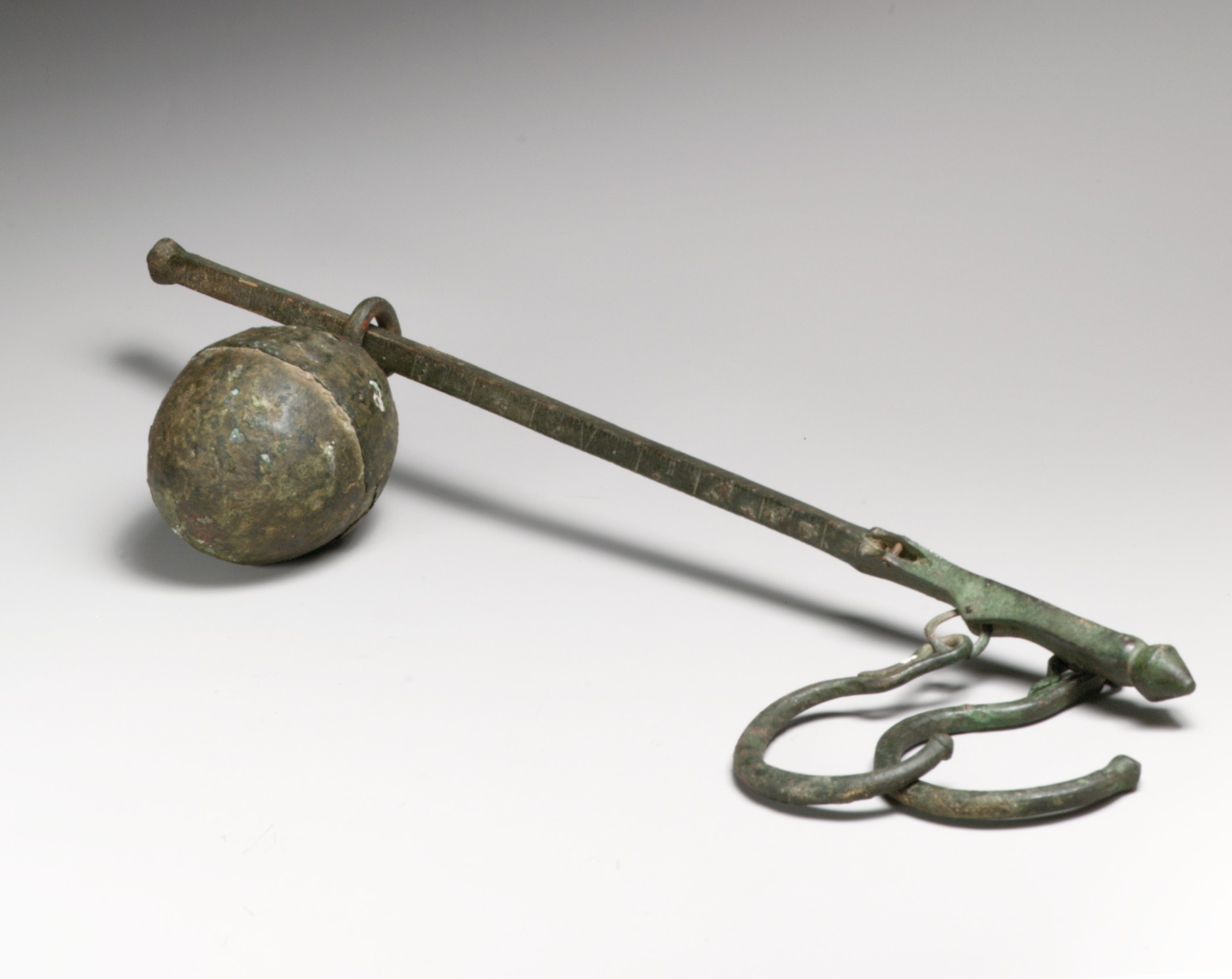
Römische Schnellwaage

Eine Laufgewichtswaage (auch Schnellwaage, Laufwaage, Laufmassenwaage oder Besemer) ist eine Waage mit einem Laufgewicht, das auf einer Schiene oder einem Stab verschoben werden kann und somit auf Grund der unterschiedlichen Hebelwirkung ein variables Drehmoment verursacht, mit dem das Wägegut ausbalanciert wird. Da das Wägegut immer an der gleichen Stelle verbleit und damit immer das gleiche Drehmoment verursacht kann man durch Verschieben des Laufgewichts unter Bekanntheit der Masse des Laufgewichts sowie dessen Abstands vom Drehpunkt der Waage sowie des Abstands des Wägeguts vom Drehpunkt das Gewicht des Wägeguts bestimmen. Laufgewichtswaagen wurden aus verschiedenen Waagentypen entwickelt: Aus der Balkenwaage aus der Tafelwaage sowie der Güterwaage.

## Die Balkenwaage als Laufgewichtswaage
Eine Laufgewichtswaage besteht aus einem Stab, der beim Wägevorgang in zwei ungleiche Hebelarme aufgeteilt wird. Am einen Hebelarm befindet sich das Ausgleichsgewicht, am anderen ein Haken zum Aufhängen des Wägegutes. Das Verhältnis der Hebelarme kann mit einer Zunge und Handhabe verschoben werden, bis bei angehängtem Wägegut Gleichgewicht eintritt. Schnellwaagen wurden bereits in vorchristlicher Zeit von Griechen, Römern und Chinesen verwendet. An dem Stab kann sich eine Skala befinden.

### Balkenwaagen mit einem Drehpunkt und einer Skala

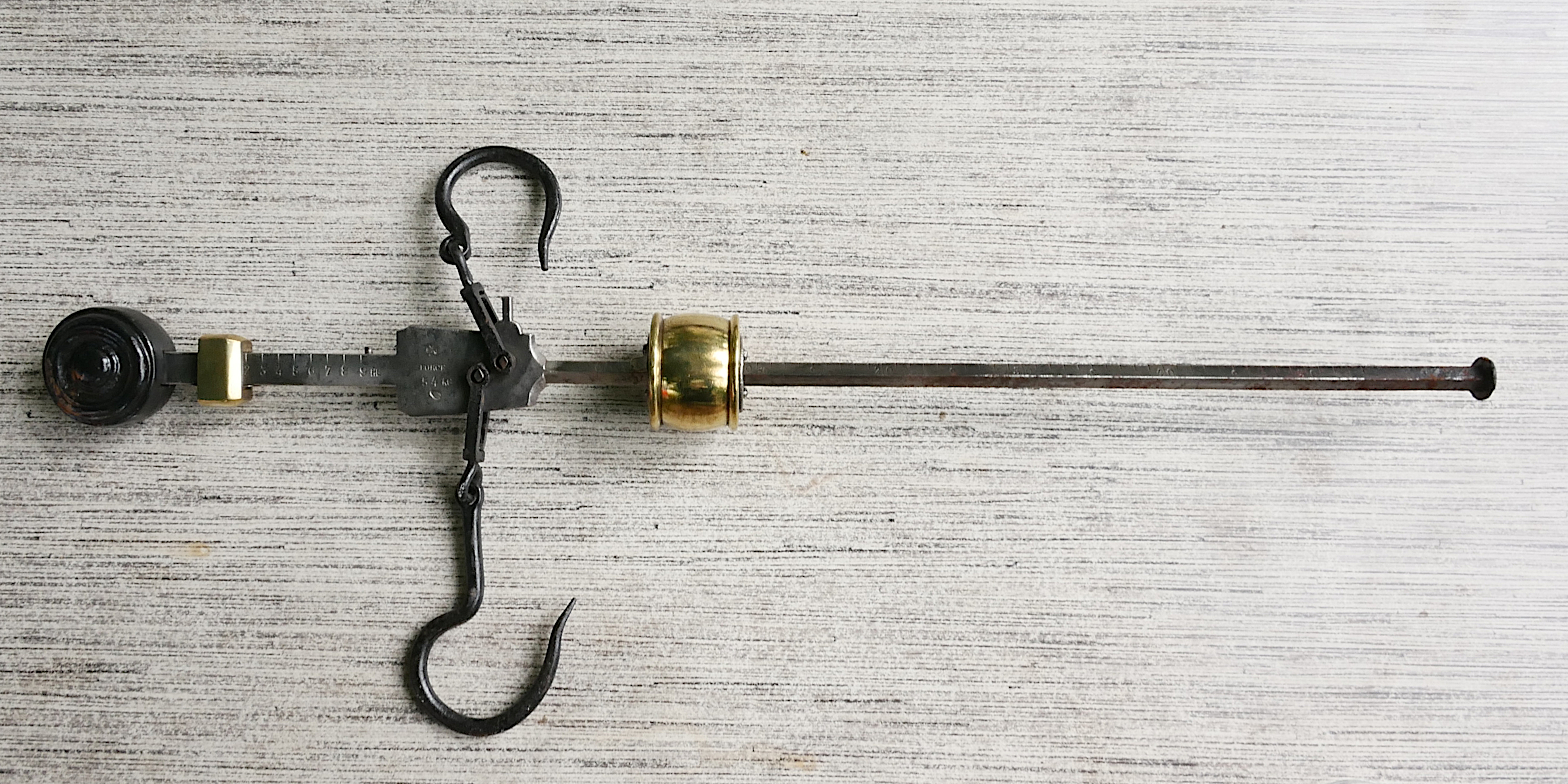
Laufgewicht-Balkenwaage aus Messing mit 1 Drehpunkten und 1 Skala. Das linke Laufgewicht ermöglicht die Tarierung der Waage

Eine Laufgewichtswaage ist eine asymmetrische Balkenwaage. In ihrer einfachsten Form besitzt sie einen Stab als Waagebalken. An diesem ist am Drehpunkt drehbar ein Haken oder ein Ring befestigt, an dem die Waage aufgehängt werden kann. Der Stab wird beim Wägevorgang in zwei ungleich lange Hebelarme aufgeteilt. Am dem i. d. R. kürzeren Hebelarm hängt an einem Haken das Wägegut. An dem anderen, meist deutlich längeren Arm befindet sich das Ausgleichsgewicht, das so lange verschoben werden kann, bis in Abhängigkeit vom Gewicht des Wägeguts das Drehmoment auf beiden Seiten das Gleiche ist und somit Gleichgewicht eintritt. Je weiter das Ausgleichsgewicht nach außen geschoben wird, desto größer wird das Drehmoment (umgangssprachlich die Hebelwirkung). Zugrunde liegt eine Sinusfunktion: ein doppelter Abstand verdoppelt das Drehmoment. Damit eröffnet sich die Möglichkeit, mit einem einzigen und relativ leichtem Ausgleichgewicht auch größere Lasten zu wiegen. Festzuhalten ist, dass das Ausgleichsgewicht vom Drehpunkt aus gesehen sich immer auf der gegenüberliegenden Seite befindet. Mit dem bekannten Gewicht (eigentlich der Masse) des Ausgleichsgewichts und dem Verhältnis der Abstände des Ausgleichsgewichts und des Wägeguts vom Drehpunkt kann man nun das Gewicht des Wägeguts errechnen. Auf dem Teil des Stabs, auf dem das Ausgleichsgewicht verschoben werden kann, ist eine Gewichtsskala angebracht. Um – wenn sie nicht im Gleichgewicht ist – ein sofortiges Durchschlagen der Waage zu vermeiden, ist der Drehpunkt (vertikal) nicht in der Mitte des Stabs, sondern etwas höher.

### Balkenwaagen mit zwei Drehpunkten und zwei Skalen

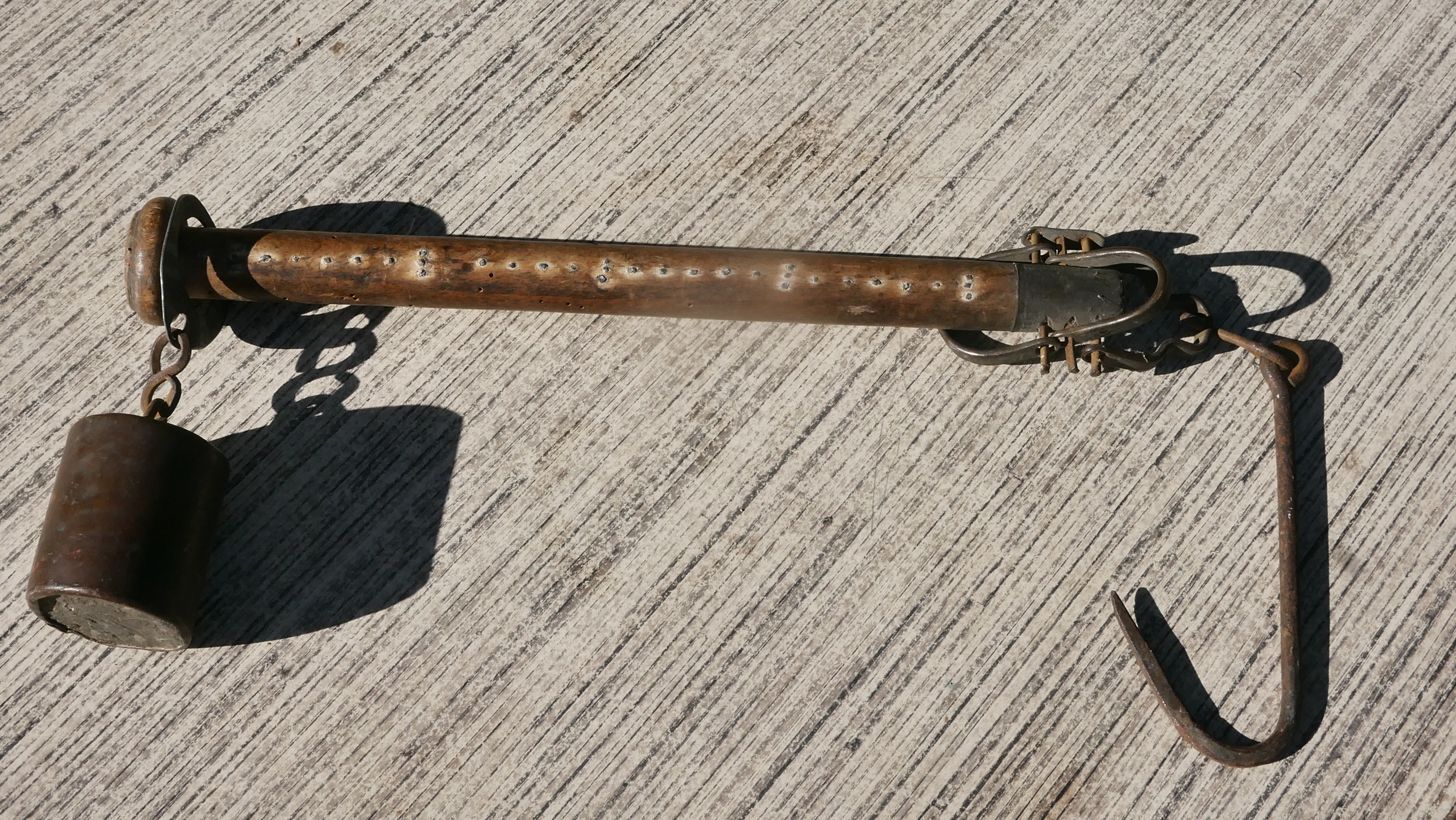
Einfache Laufgewichtwaage aus Holz mit 2 Drehpunkten und 2 Skalen

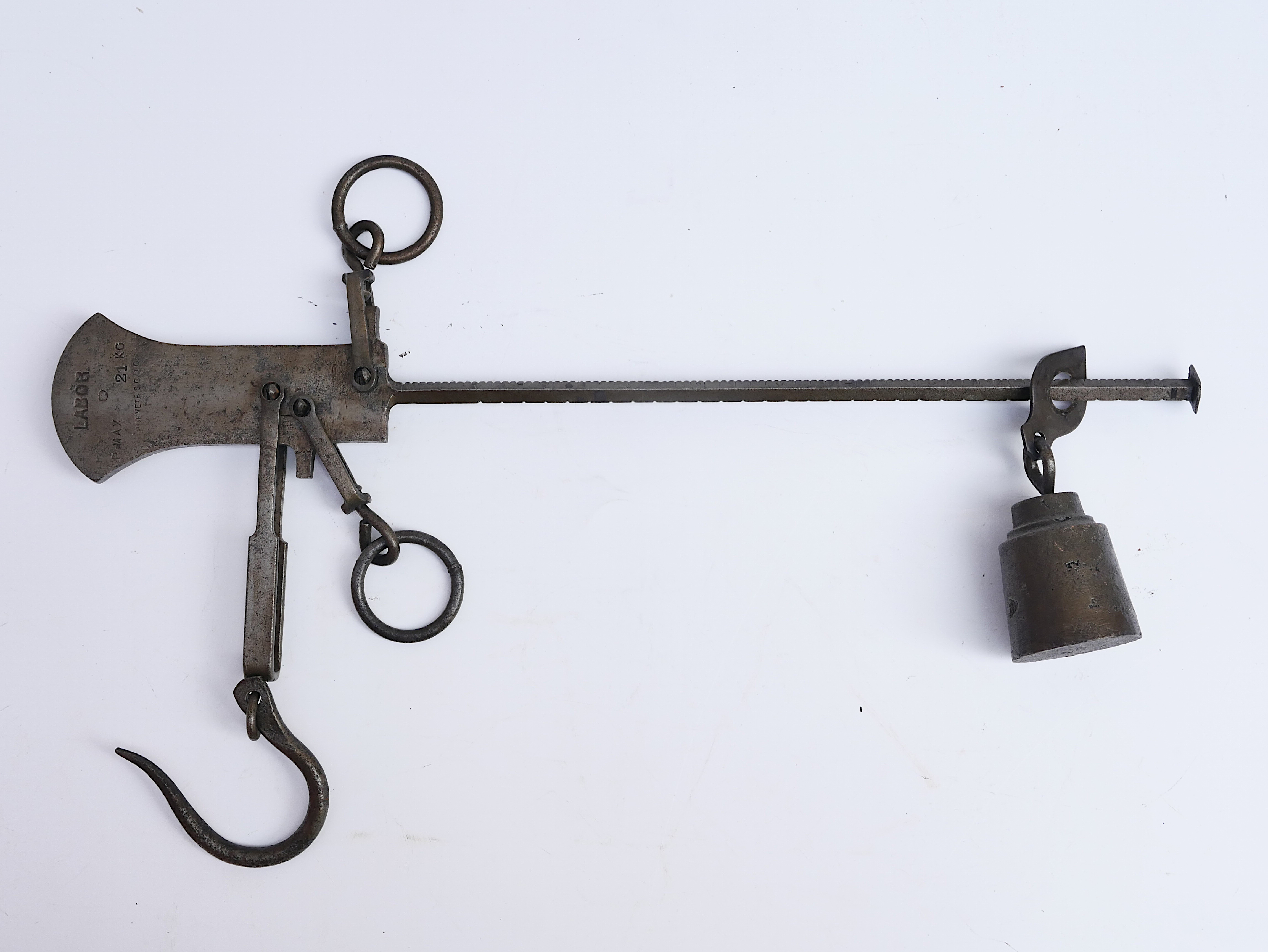
Laufgewicht-Balkenwaage aus Messing mit 2 Drehpunkten und 2 Skalen für den Handel

Um eine einzige Laufgewichtswaage für kleine und große Gewichte einsatzfähig zu machen, wurde die einfache Laufgewichtswaage wie folgt modifiziert: Es gibt zwei unterschiedliche Drehpunkte, von denen aber bei einem Wiegevorgang immer nur einer verwendet wird. Ein Drehpunkt ist relativ nahe am Haken für das Wägegut, der andere ist weiter davon entfernt. Der nähere ist für schwerere Lasten, da hier die relative Hebelwirkung des Ausgleichgewichts größer ist, der weiter entfernte Drehpunkt für kleinere Lasten und eine genauere Messung, da sich hier die größere Hebelwirkung nicht so stark auswirkt. Aufgrund der unterschiedlichen Hebelwirkung wird für jeden Drehpunkt nun eine eigene Skala benötigt. Dies wird gelöst, indem der Ring für den Drehpunkt eindeutig auf einer Seite angeschraubt (und dann auch oberhalb der Mitte des Stabs) befestigt wird. Die dazugehörige Skala ist dann oben auf der entgegengesetzten Seite des Stabs. Will man die andere Skala benutzen, so dreht man den Stab einfach um, benutzt den anderen Ring zur Befestigung des Wägeguts und klappt wenn nötig die Halterung des Wägeguts um, sodass dieses nun unter der anderen Seite des Stabs hängt. Damit kann man das Gewicht des Wägeguts auf der anderen Skala ablesen.

### Skandinavische Laufgewichtswaage

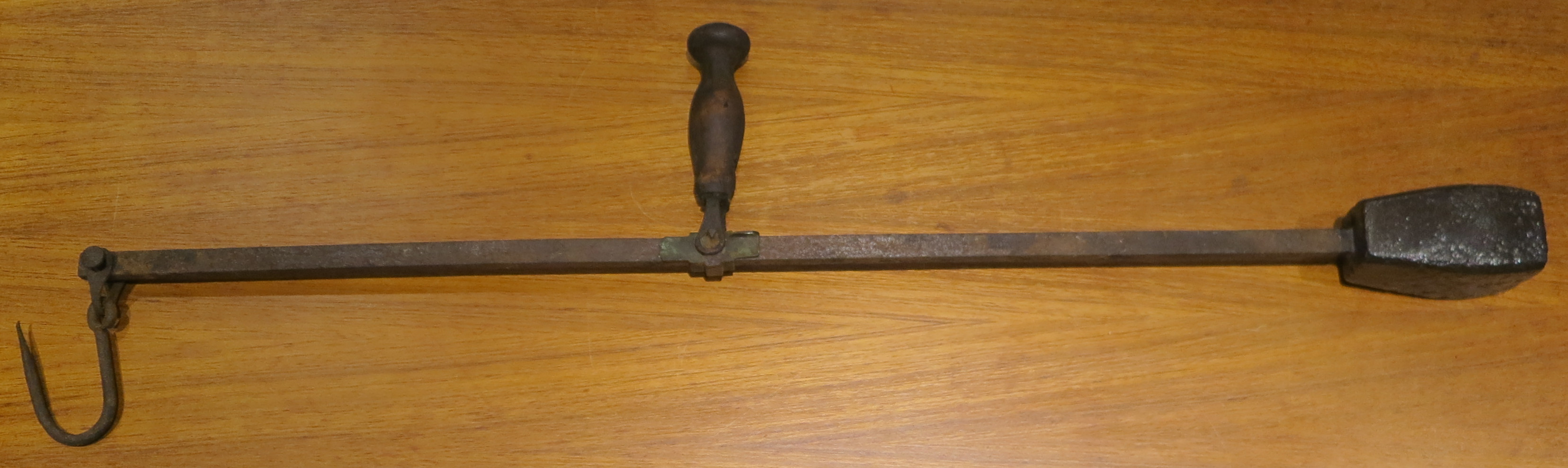
Skandinavische Laufgewichtswaage

Die skandinavische Variante der Laufgewichtswaage hat am einen Ende ein festes Gewicht und am anderen Ende die Halterung für das Wägegut. Beweglich ist der Befestigungspunkt der Stange mit dem Drehpunkt. Sobald der zu wiegende Gegenstand an seinem Ende der Stange befestigt ist, wird der Drehpunkt, bei dem es sich häufig um eine Schlaufe am Ende einer Schnur oder Kette handelt, bewegt, bis die Stange im Gleichgewicht ist. Das Gewicht des zu wiegenden Gegenstands kann dann direkt am Drehpunkt abgelesen werden.

## Tafelwaagen als Laufgewichtswaagen
Die ersten beiden Fotos zeigen eine einfache Tafelwaage mit einem zusätzlichen Laufgewicht. Die Vorrichtung war durch ein Gebrauchsmuster geschützt. Der nächste Entwicklungsschritt bestand auf den gänzlichen Verzicht auf die Schale für die Gewichtssteine und deren Ersatz durch meistens zwei unterschiedliche und verschiebbare Laufgewichte, deren schwerere in an definierten Hebelarmlängen mit Schneiden in Kerben einrasten konnte (und sollte). Nur das jeweils kleinste Gewicht war frei beweglich.
Die Waage ist somit technisch gesehen eine oberschalige Laufgewichtswaage mit einem Gestänge im Inneren. Dabei wird die Last des Lastträgers über Stützen auf die Laufgewichtseinrichtung übertragen. Dort kann das Gewicht durch Verschieben der Laufgewichte ausgeglichen werden. Die Waage ist dann im Gleichgewicht, wenn der rechts an der Brücke angebrachte Marker auf gleicher Höhe wie der an der Waage fest angebrachte Marker ist. Bis in die 1970er Jahre verbreitete Vertreter dieses Waagentyps waren Haushaltswaagen und Säuglingswaagen.

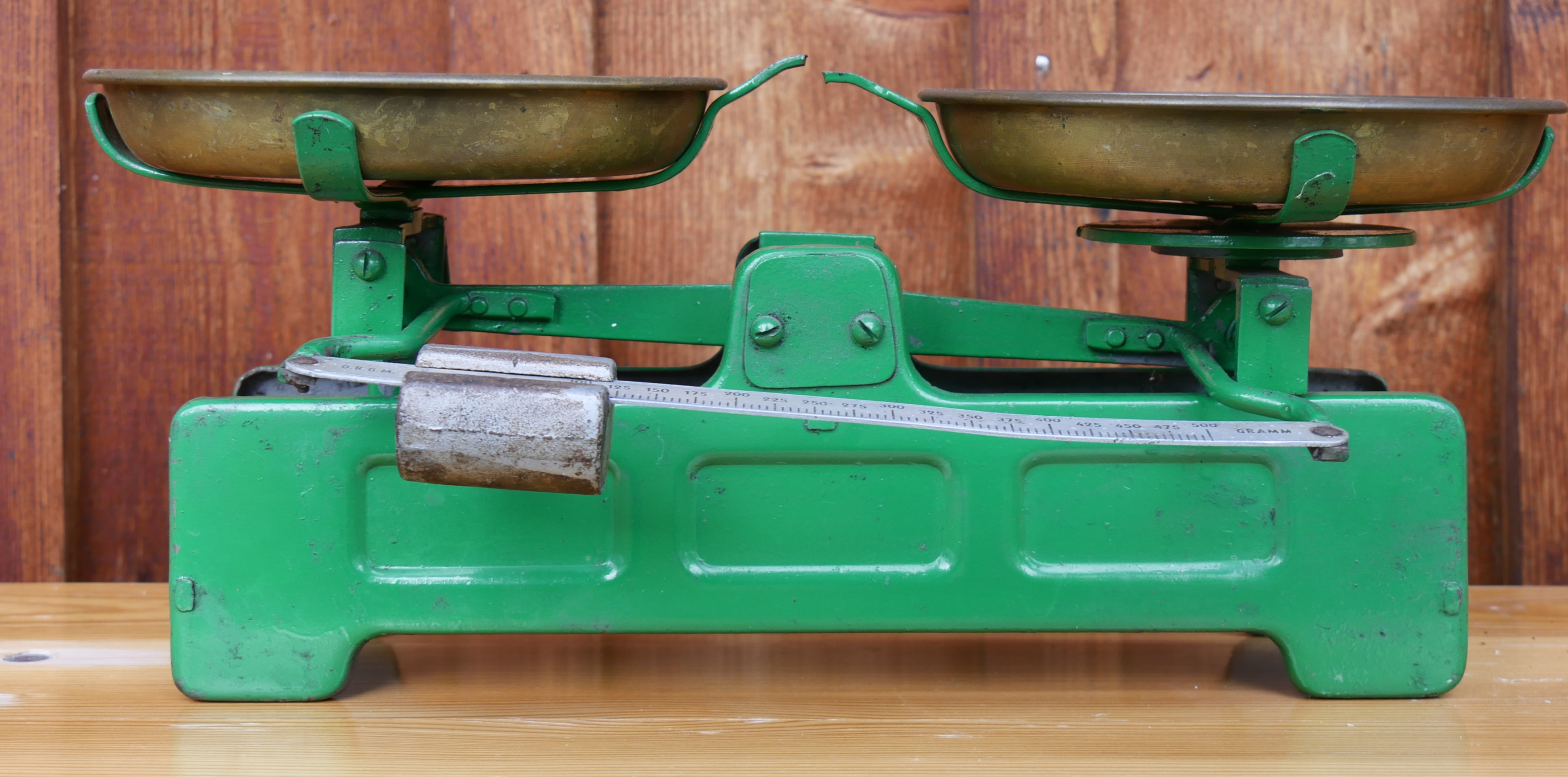
Tafelwaage nach Roberval mit Laufgewicht
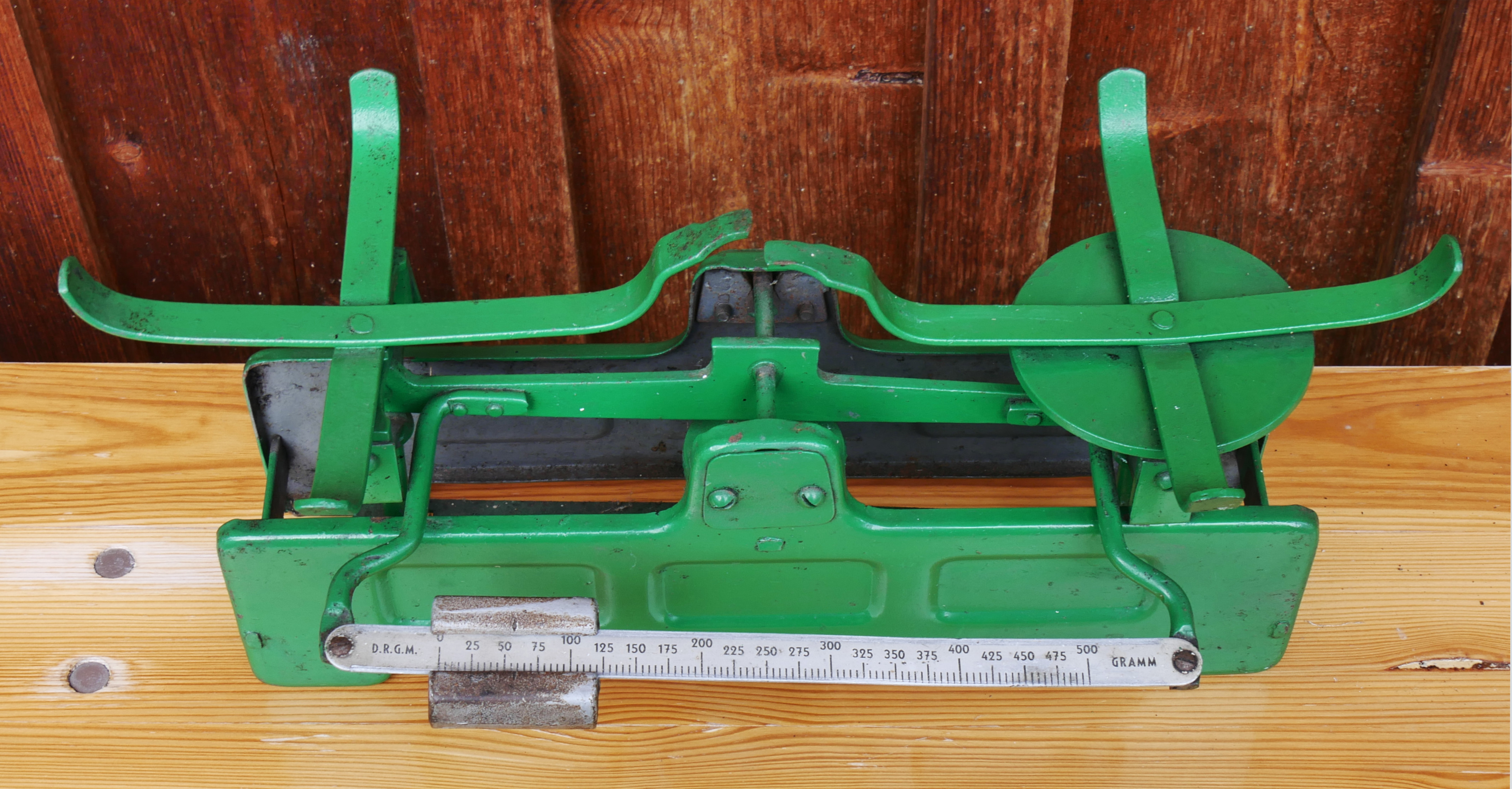
Tafelwaage nach Roberval mit Laufgewicht von oben
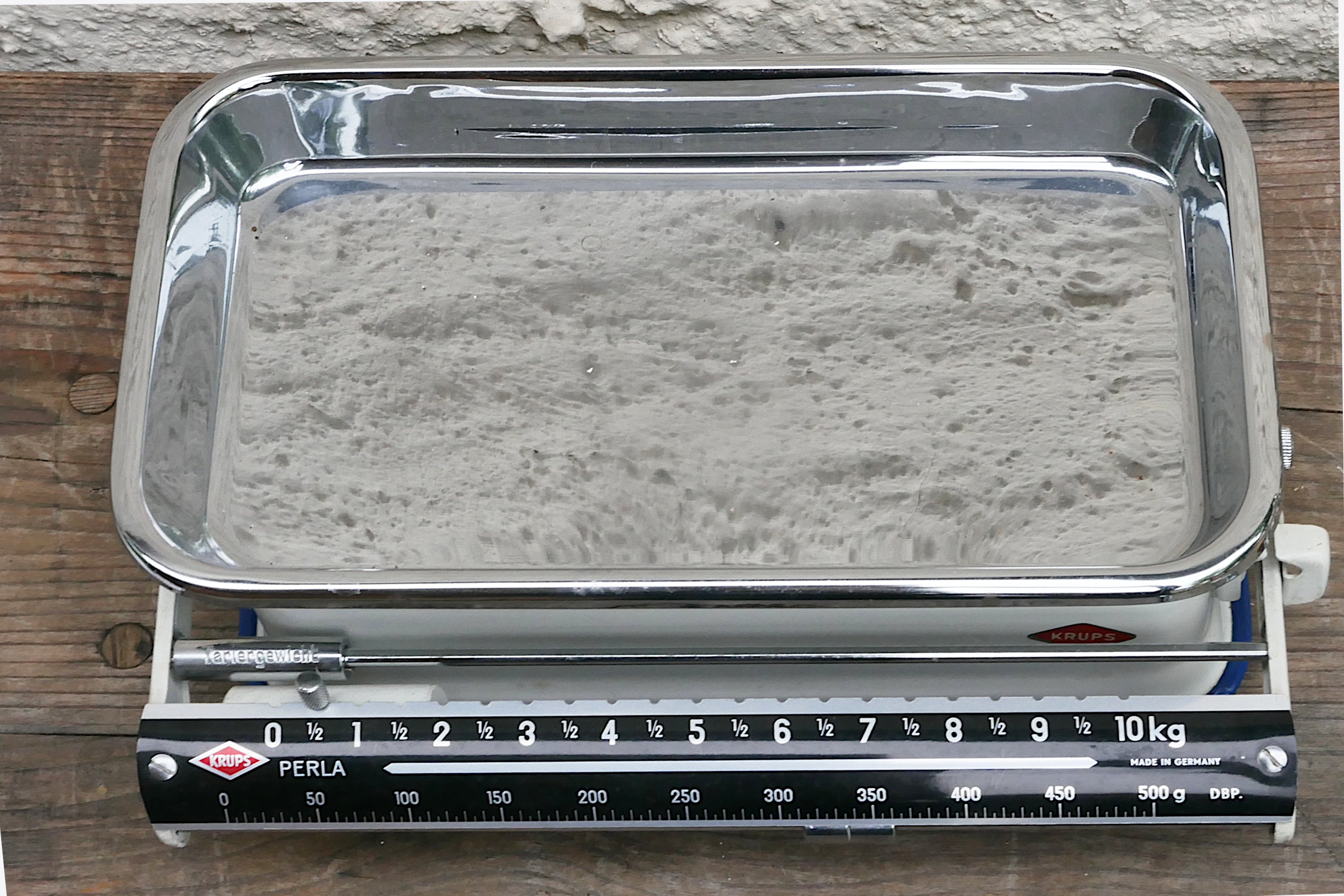
Laufgewichts-Küchenwaage mit drei Laufgewichten
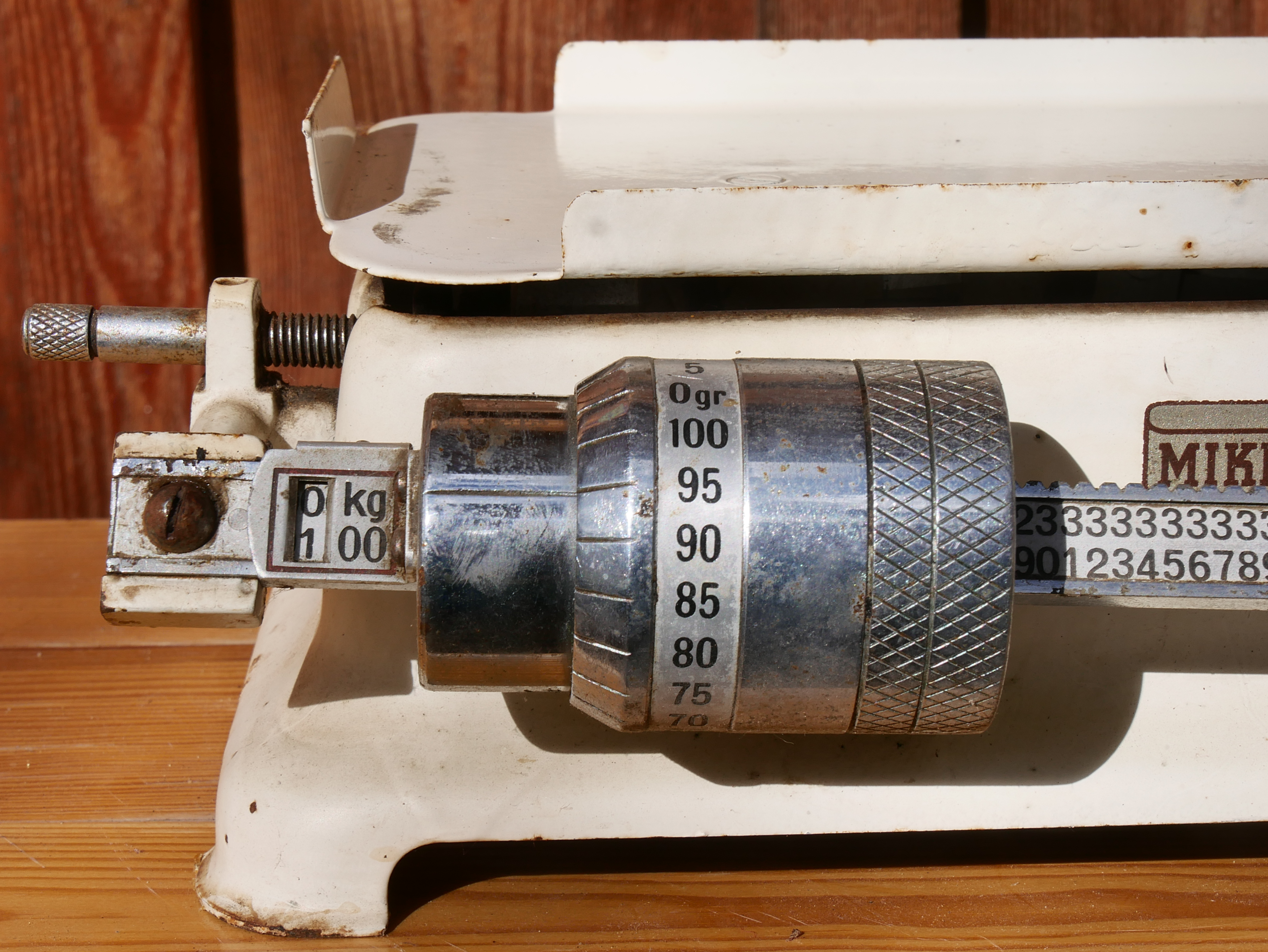
Mikro Döft 2 in 1 Laufgewicht
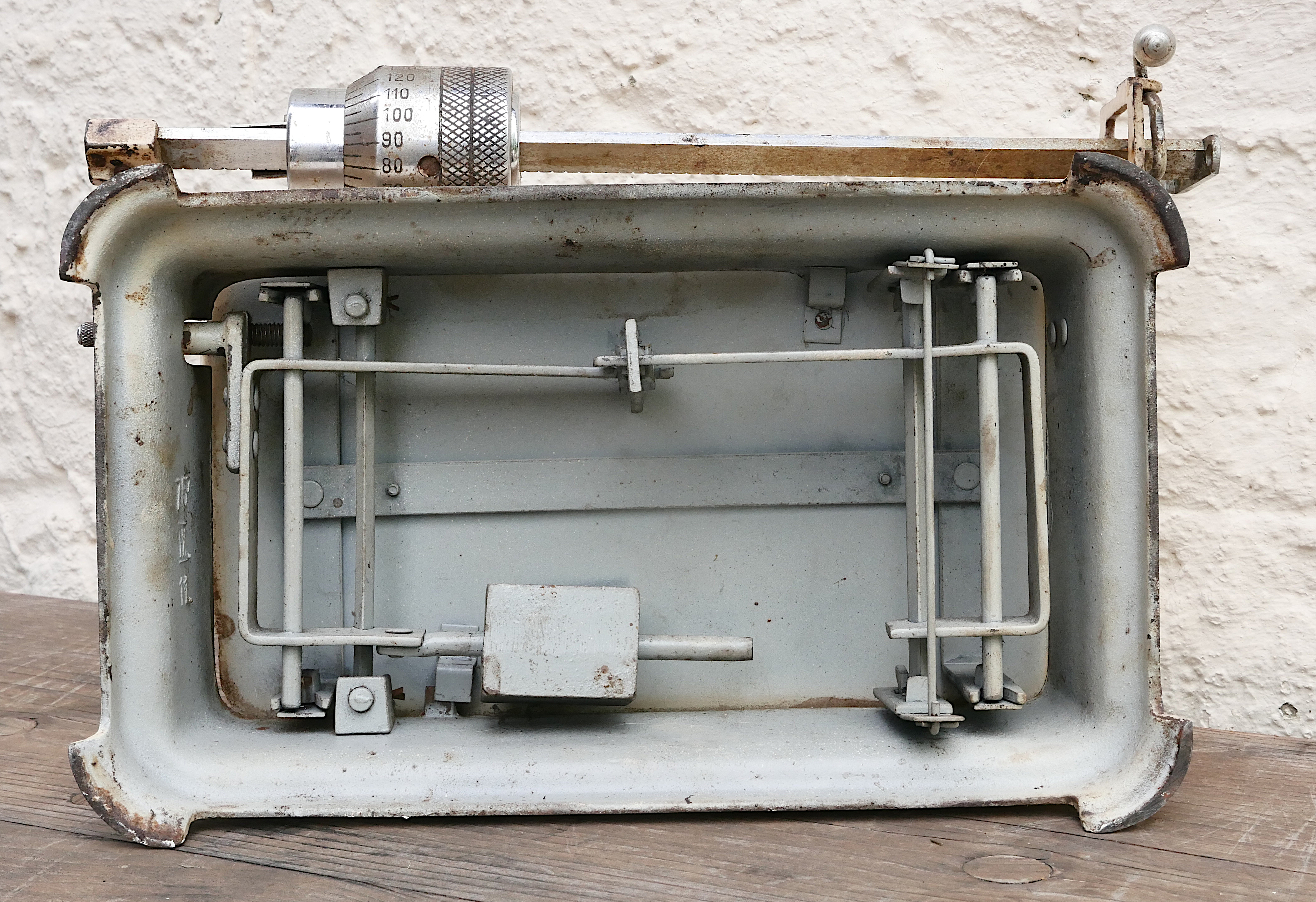
Gestänge einer Mikro Döft Küchenwaage
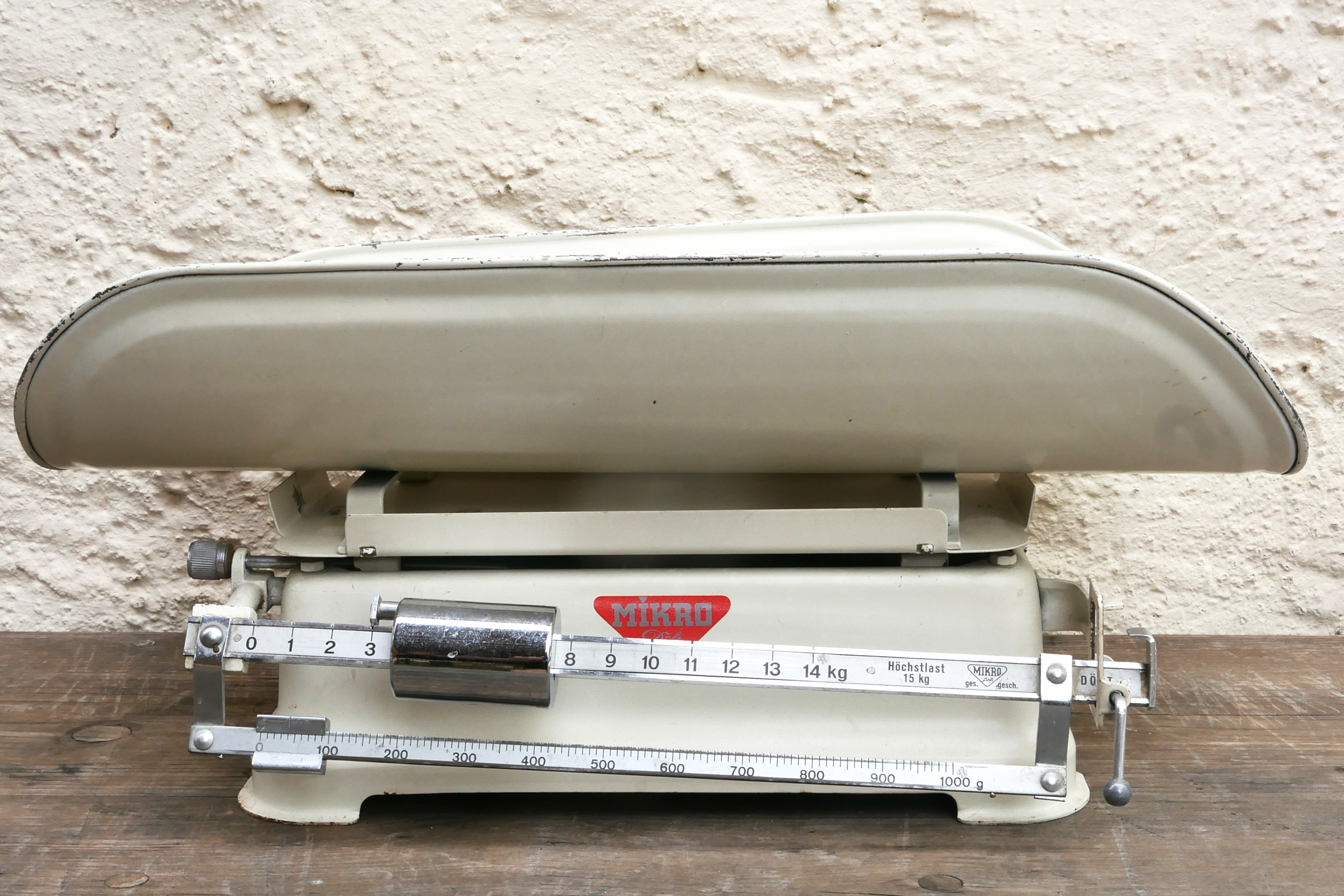
Laufgewichts-Tafelwaage als Babywaage

## Güter- und Personenwaagen
Auch Güter- und Personenwaagen wurden/werden noch als rein mechanische Waagen mit Laufgewichten gebaut. Die ersten Fotos zeigen eine französische Waage mit drei Laufgewichten, für die Stelle vor dem Komma, für die Stelle nach dem Komma und für die zweite Stelle nach dem Komma. Alle Skalenwerte zusammengerechnet ergeben das Gesamtgewicht mit einer Genauigkeit von zwei Stellen hinter dem Komma. Das vierte Laufgewicht dient zur Neutralisierung des Tara. Die beiden nächsten Fotos zeigen eine Teigwaage mit zwei Laufgewichten. Laufgewichtswaagen wurden auch für mittlere und schwere Lasten eingesetzt. Auch Dezimalwaagen wurden mit einem zusätzlichen Laufgewicht für die genaue Gewichtsbestimmung ausgestattet.
Derartige Wagen werden auch heute (2024) noch produziert und sind als Neuware erhältlich

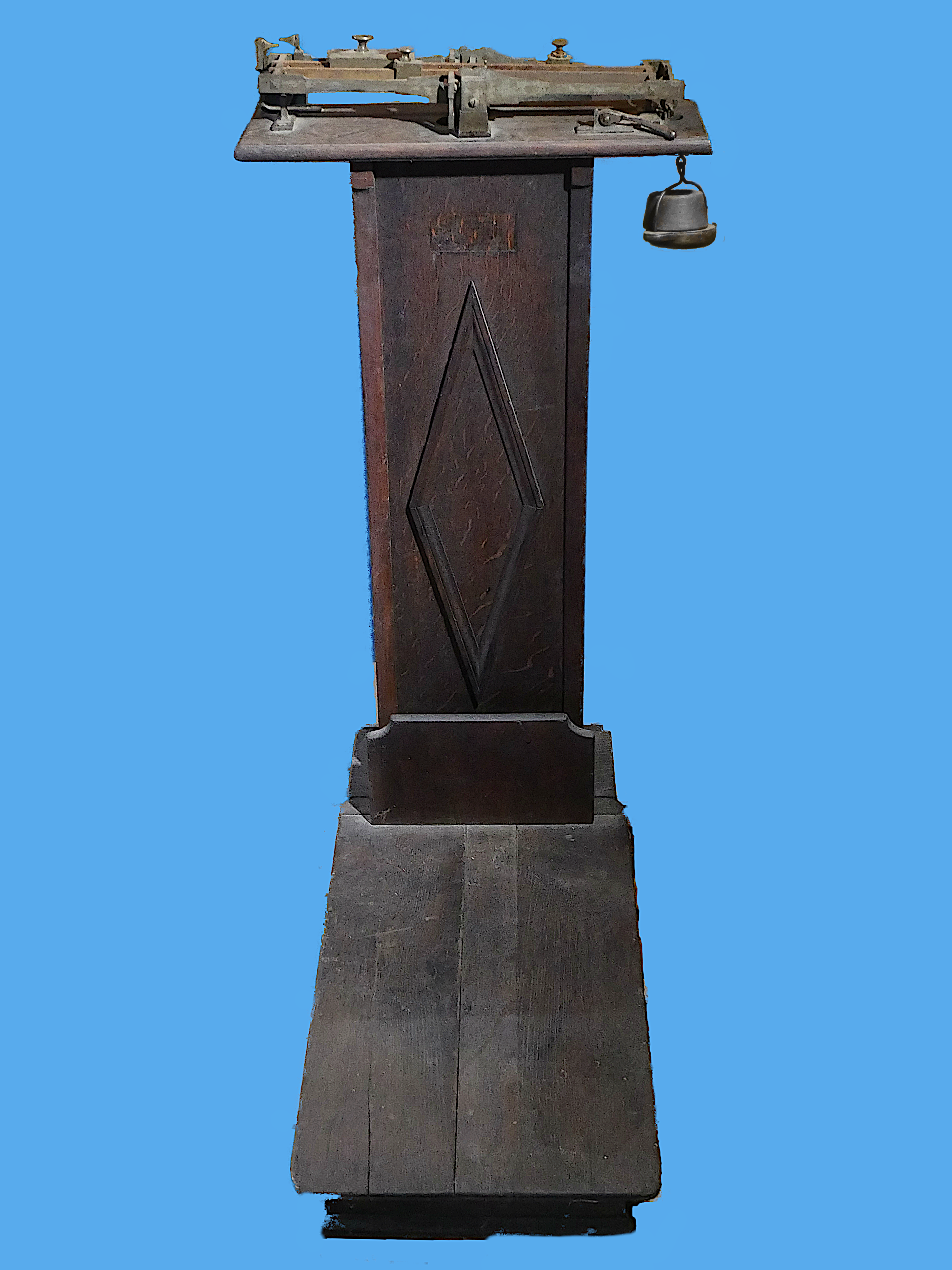
Französische Laufgewichts-Lastenwaage
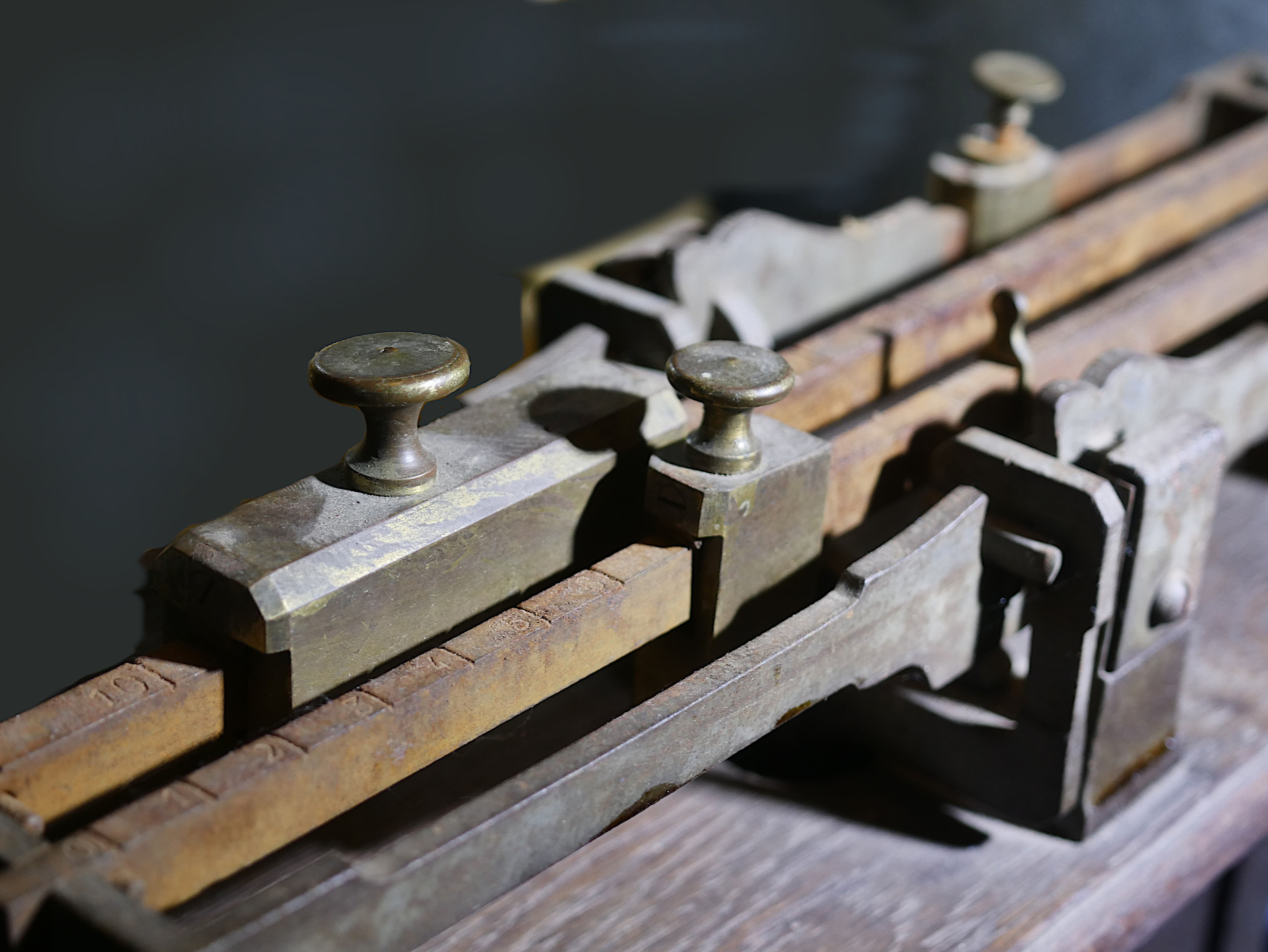
Laufgewichte der Waage
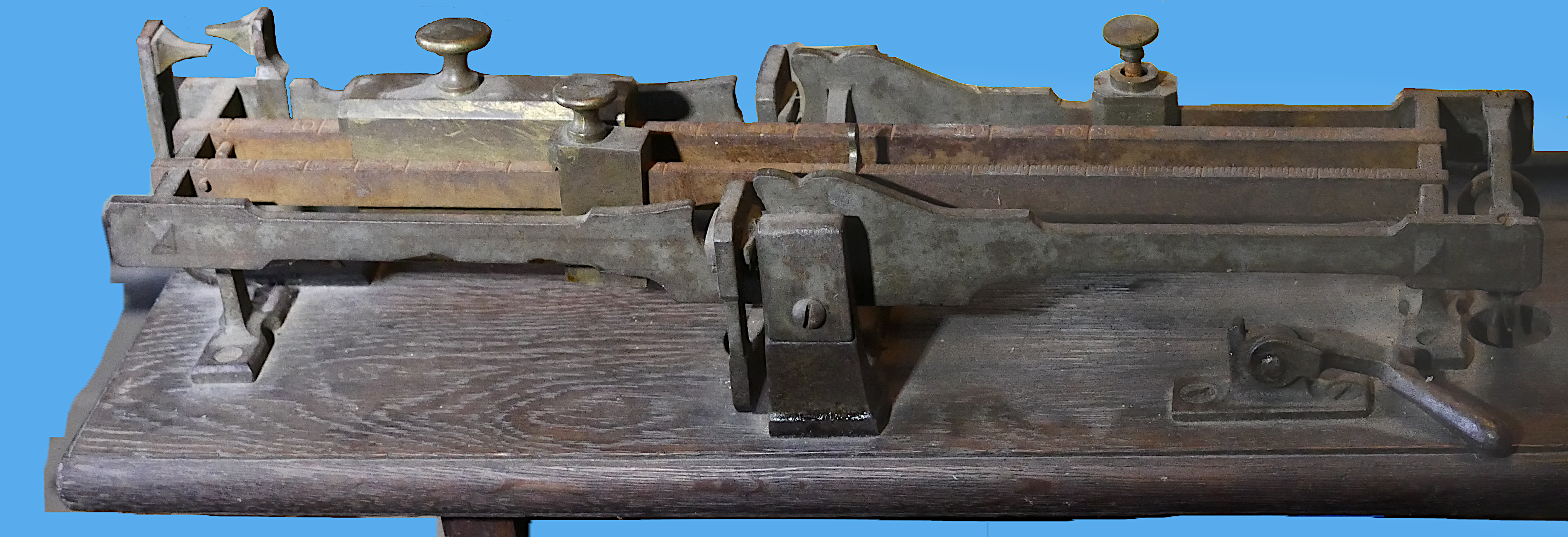
Laufgewichte der französischen Laufgewichtswaage
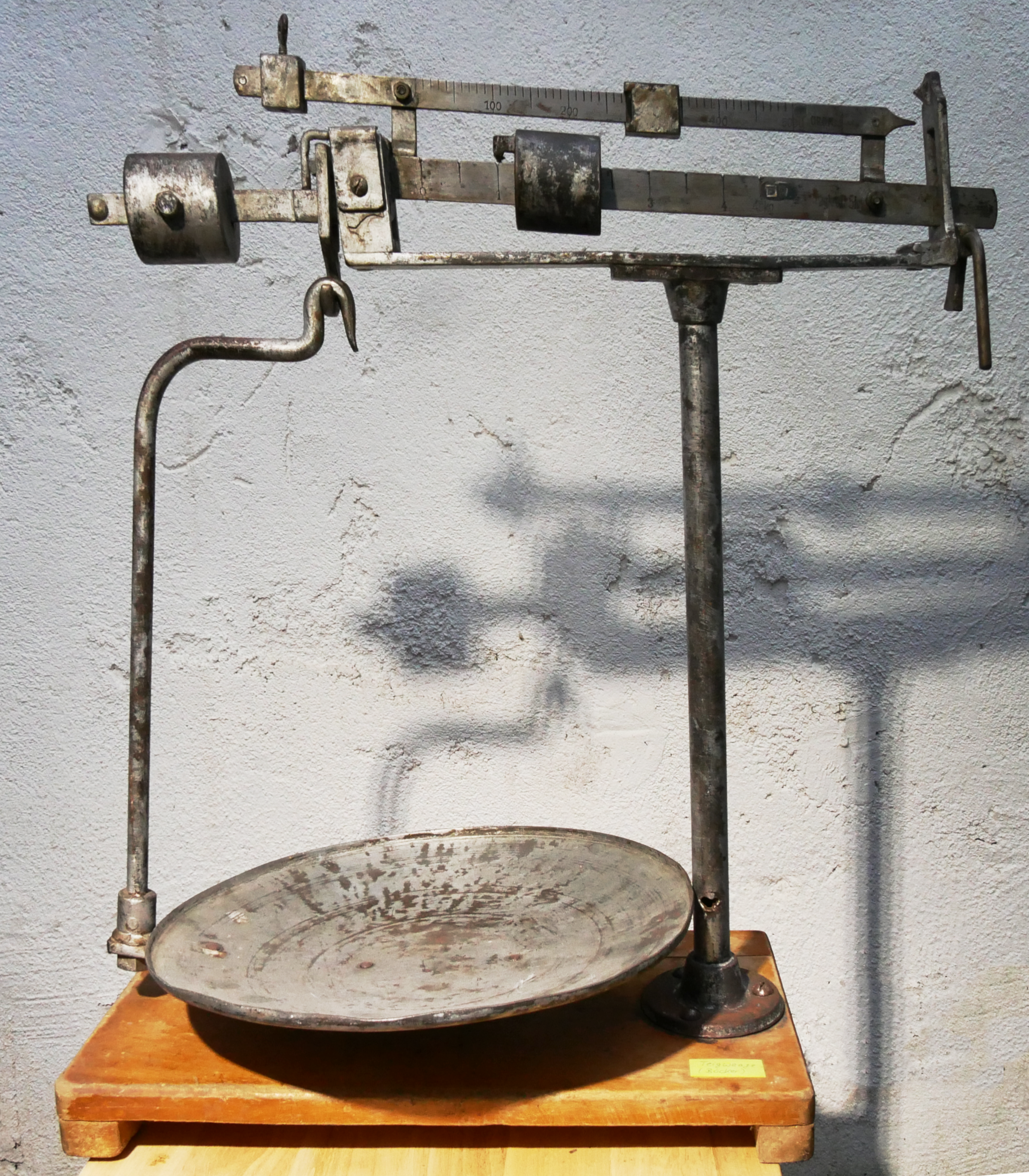
Bäckerwaage
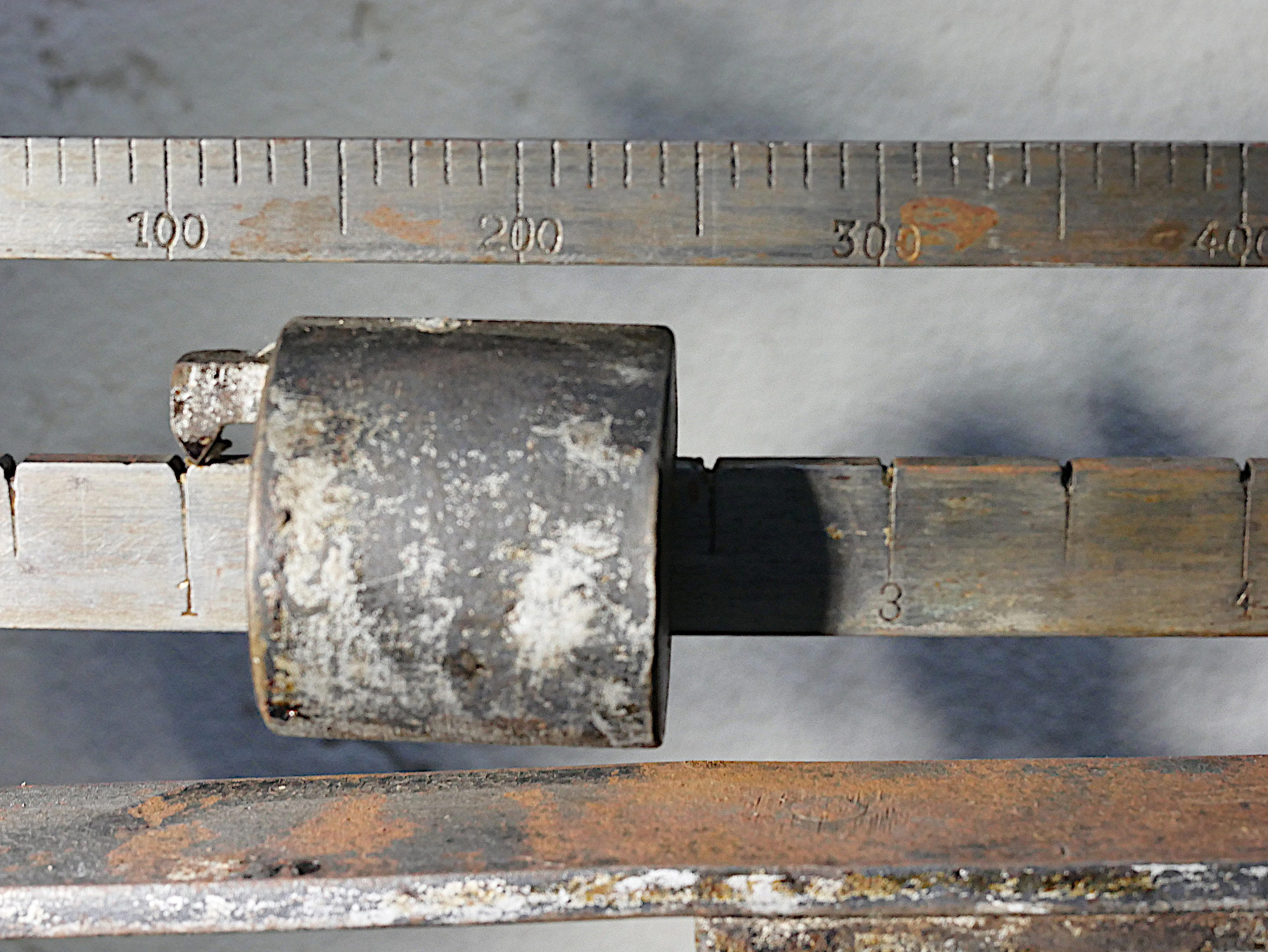
Laufgewicht der Bäckerwaage
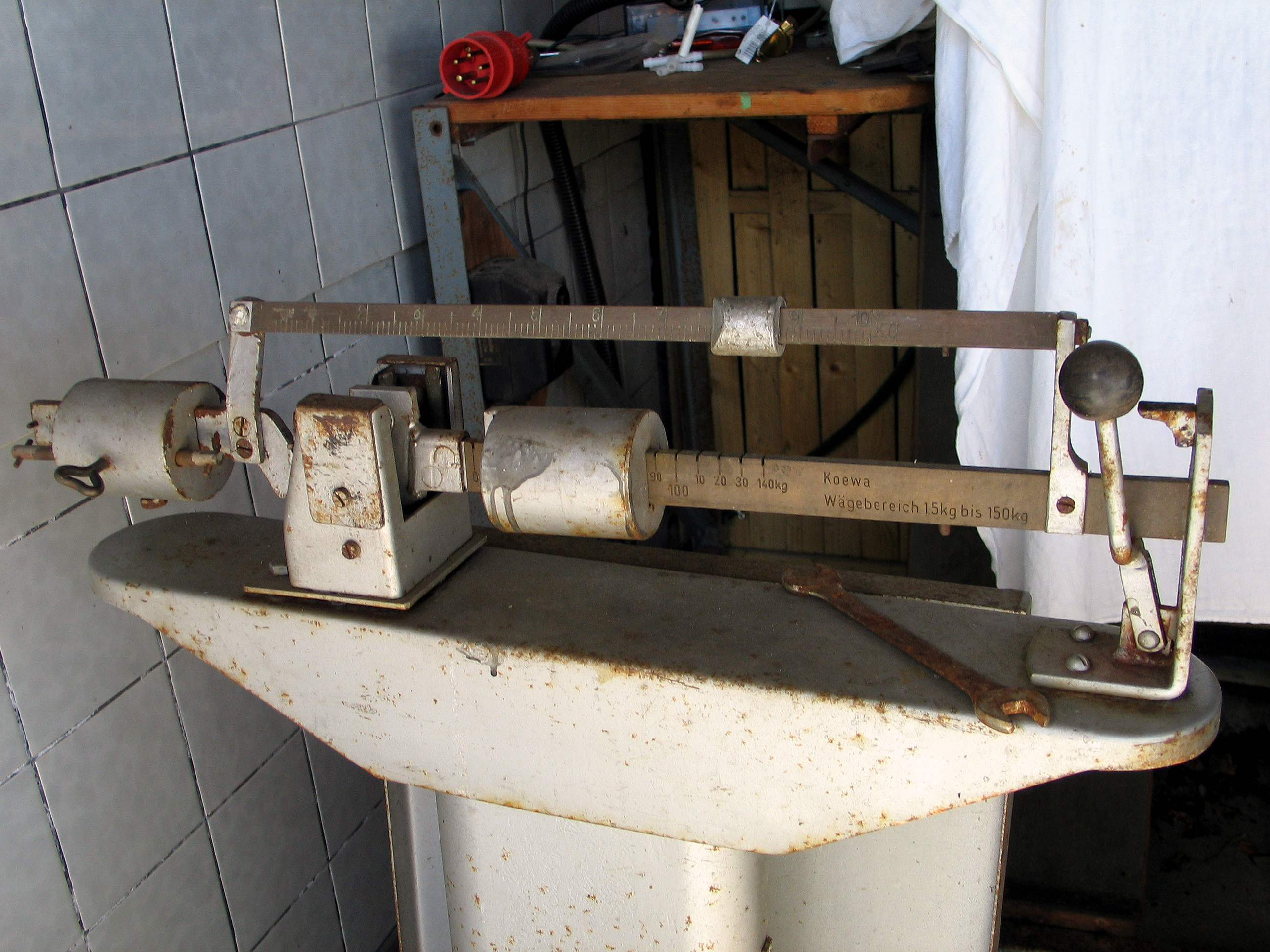
Historische Koewa-Waage, Wägebereich 1,5 bis 150 kg
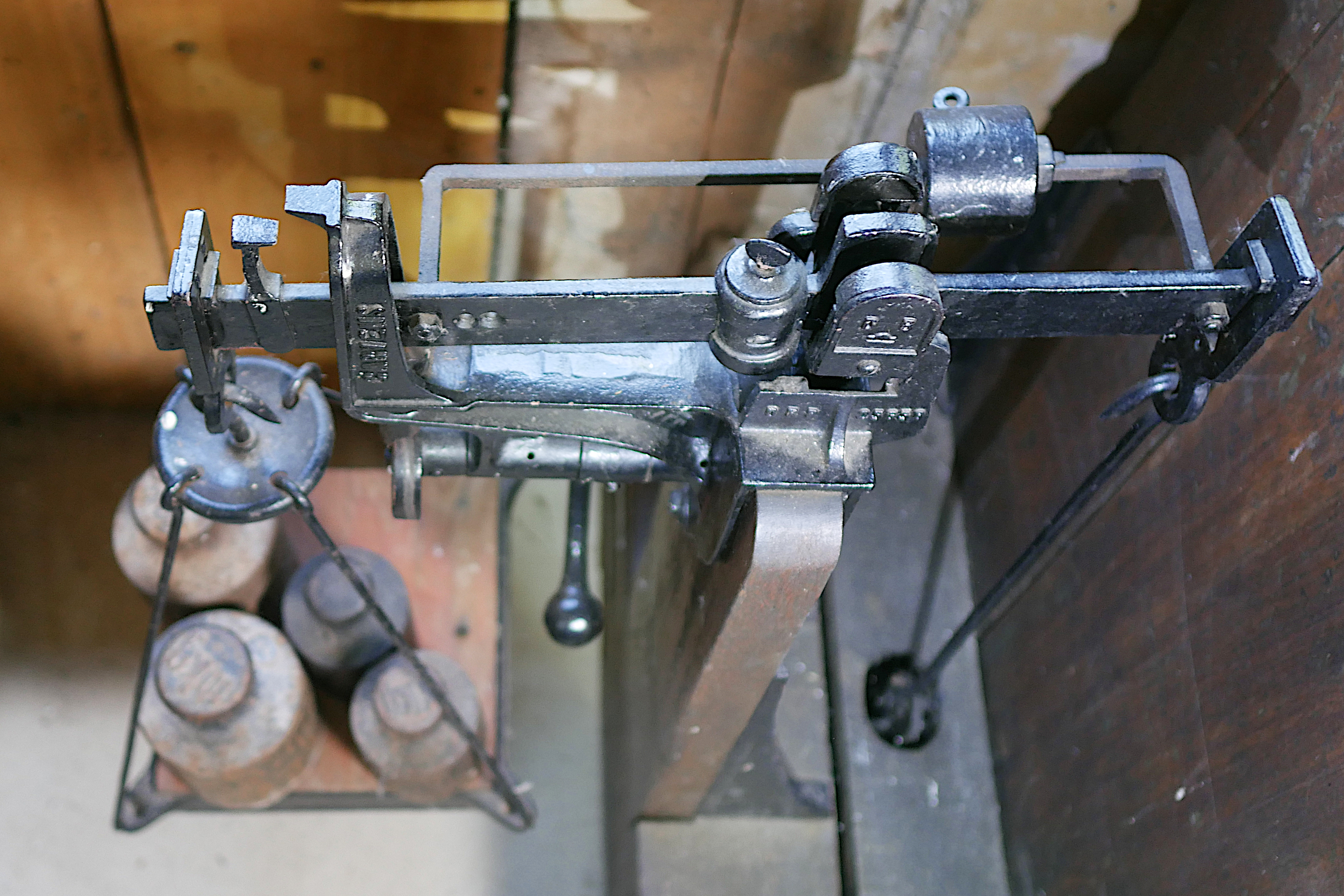
Dezimalwaage mit zusätzlichem Laufgewicht